# Ewart Brown
Ewart Frederick Brown (ur. 17 maja 1946 w Flatts Village) – polityk, premier Bermudów od 30 października 2006 do 29 października 2010. Lider Postępowej Partii Pracy (PLP, Progressive Labour Party), minister turystyki i transportu.

## Życiorys

### Edukacja, kariera sportowa i zawodowa
Brown urodził się na Bermudach. W dzieciństwie przeprowadził się do ciotki na Jamajkę. Trenował tam różne sporty, szczególnie krykiet i lekkoatletykę, w tym biegi.
Osiągnięcia sportowe pozwoliły mu wyjechać do Stanów Zjednoczonych. Uczęszczał tam na Howard University. W 1966 reprezentował Bermudy na igrzyskach Wspólnoty Narodów, zajmując drugie miejsce w biegach na 400 metrów.
Za namową swego wuja, z wykształcenia lekarza, podjął studia medyczne na University of California. W 1974 otworzył w Los Angeles własny gabinet lekarski. W latach 70. i 80. zdobył kilka prestiżowych nagród medycznych. W 1991 zdobył tytuł Dobroczyńcy Roku.

### Kariera polityczna
W 1993 Brown powrócił na Bermudy, wstąpił do Postępowej Partii Pracy i zaangażował się w życie polityczne. Został w tym samym roku wybrany do parlamentu z okręgu Warwick.
W 1998 ponownie wszedł w skład parlamentu z ramienia PLP. Objął także stanowisko ministra transportu. Jako minister Brown wprowadził szereg reform, m.in. wymienił stare promy na szybsze 250-osobowe katamarany. Doprowadził do uruchomienia nowych połączeń lotniczych na wyspach.
W wyniku wyborów w 2003 dostał się po raz trzeci do parlamentu. Został mianowany wicepremierem i ministrem turystyki. Jako minister podejmował kroki w celu rozbudowy bazy hotelowej na wyspach. W 2004 wszedł w konflikt z konsulatem USA, który oskarżył władze lotnicze wyspy o rażące naruszenia prawa i unikanie procedur bezpieczeństwa.
12 października 2006 zrezygnował ze stanowiska ministerialnego, by móc zawalczyć o przywództwo w partii. 27 października na konferencji PLP został nowym jej liderem, pokonując Williama Alexandra Scotta. 30 października 2006 zastąpił Scotta na stanowisku premiera Bermudów. Objął także resort turystyki i transportu.